# Magnae nobis
Magnae nobis ist der Name eines apostolischen Schreibens Papst  Benedikts XIV. In der Enzyklika vom 29. Juni 1748 an den Primas und die Bischöfe des Königreich Polens befasst sich der Papst mit Ehehindernissen und Dispensen in der römisch-katholischen Kirchen  Polens und damit nach der Enzyklika Nimiam licentiam vom 18. Mai 1743 erneut mit den Regelungen über die kirchliche Eheschließung in den polnischen Bistümern.
Eingangs klagt Benedikt XIV. über übermäßigen Erlaubnisse und Ausnahmeregelungen der polnischen Bischöfe in Bezug auf Eheschließungen. Besonders enttäuscht zeigt er sich über die Eheschließung von Katholiken mit Häretikern und Ketzern und verweist auf Briefe und Dokumente seiner Vorgänger, die solche Eheschließungen ausdrücklich untersagen. Der Papst hält die Zuständigkeiten fest und mahnt die Einhaltung des kanonischen Rechtes an. Im Folgenden verweist er auf ein vom Heiligen Stuhl verfasstes Dokument mit dem Titel Supplicationum; diese vom Papst unterschriebene Zusammenstellung von Regelungen solle Beachtung finden.
Über die Erteilung von Dispensen schreibt der Papst, dass die Gründe hierfür mitunter nicht schlüssig seien und sie nicht im Einklang mit dem kanonischen Recht oder anderen Dekretalen stünden. Er mahnt deshalb eine bessere und sachlichere Prüfung der Anträge auf eine Dispens an. Besonders die Bestätigung, dass beide Brautleute katholisch seien, werde mitunter leichtsinnig gegeben, hier müsse aber gründlicher geprüft und belegt werden, denn das Zugrundelegen reiner Vermutungen sei nicht vertretbar. 
In deutlicher Form prangert Benedikt die Zustimmung zur Verheiratung junger Mädchen unter zwölf Jahren an. Sie seien nicht fähig, die Ehe einzugehen. Hier fordert Benedikt dazu auf, einen strengen Maßstab anzulegen.